# Giffen-vara

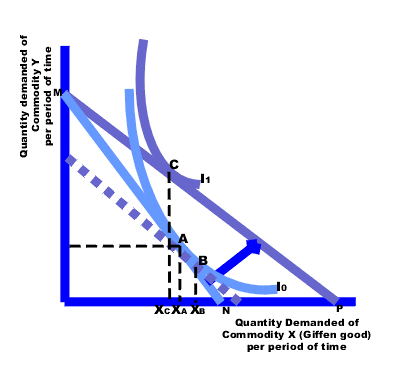
En teknisk redogörelse av en giffen-vara. Illustrationen kräver grundkunskaper i nationalekonomisk mikroteori.

Giffen-vara är en vara vars efterfrågan stiger då priset ökar. Lagen om efterfrågan, som karakteriserar ordinära varor, bryts därmed. I praktiken är det mycket svårt att finna exempel på Giffen-varor. Det omstridda historiska exempel som oftast används är potatis på ett fattigt Irland: när priset på basvaran potatis ökade blev marginalerna för folk än knappare och de tvingades ersätta andra varor med ännu mer potatis.
En Giffen-vara är alltid en inferiör vara i mikroekonomisk teori. Efterfrågan på lyxvaror kan öka när priset stiger, på grund av att den då uppfattas som mer exklusiv. I detta fall har alltså konsumentens uppfattning om varans egenskaper förändrats och det rör sig då inte om en Giffen-vara, eftersom en förutsättning där är att konsumentens bedömning av varan är konstant.
Fenomenet är uppkallat efter Robert Giffen.